# Katholieke Vlaamse Volkspartij
De Katholieke Vlaamse Volkspartij (KVV) was een Belgische politieke partij, actief in Vlaanderen, die de facto deel bleef uitmaken van het Katholiek Verbond van België.

## Geschiedenis
De partij ontstond na de verkiezingen van 24 mei 1936, waarin de Katholieke Unie zestien zetels in het 202 zetels tellende parlement verloor en 61 kamerleden overhield. Dit leidde tot een versterking van de federalistische Vlaamsgezinde vleugel van de partij. Onder hen ook een groep, die niet onbewogen bleef door de ideeën van het Vlaams-nationalisme en die van mening was dat het minimumprogramma zoals Frans van Cauwelaert dat eens voorstond voorbijgestreefd was. Deze groeiende groep slaagde erin de ‘regionalisering’ van hun partij af te dwingen en het sinds 1921 bestaande Katholiek Verbond van België werd hervormd tot het Blok der Katholieken van België. Deze koepelpartij bestond uit de KVV in Vlaanderen enerzijds en de Parti catholique social in Franstalige België anderzijds. Alfons Verbist werd de eerste voorzitter.
Diezelfde Verbist legde tevens de basis van het beginselakkoord tussen de KVV en het Vlaams Nationaal Verbond (VNV) van 8 december 1936. Dit paste binnen de idee van een concentratiebeweging van alle Vlaamsgezinde, katholieke krachten die vooral vanuit anticommunistische gevoelens gevoed werd en uit de vrees voor een Volksfront, zoals onder andere in Frankrijk. Deze beweging wordt bevoordeeld door de katholieke verkiezingsnederlaag van 1936. Op KVV-initiatief worden gesprekken met gematigde VNV’ers als Hendrik Borginon en Gérard Romsée opgestart, die zullen leiden tot het beginselakkoord.
Deze ontwikkeling kon op tegenstand rekenen. Binnen de Katholieke Partij protesteert de groep rond Frans van Cauwelaert, de Boerenbond en het ACW. Bovendien was ook VNV-leider Staf de Clercq niet voor een samenwerking te vinden. Uiteindelijk werden het de bisschoppen die omtrent Kerstmis de gedachte ten grave droegen. In een herderlijke brief veroordeelden ze elk extremistisch regime – hetzij van communistische, hetzij van rechts-totalitaire aard.
Op lokaal vlak leefde de concentratiegedachte alsnog door. Bij de gemeenteraadsverkiezingen ontstonden er verschillende lijsten waarop KVV’ers, VNV’ers en soms ook rexisten gezamenlijk naar de stem van de kiezer dingen. Zo kwam bijvoorbeeld in Mechelen een kartel tot stand tussen KVV, VNV, Rex en twee afgescheurde liberalen, waaronder burgemeester Karel Dessain.
Na de bezetting en de daaruit voortvloeiende Tweede Wereldoorlog ontstond hieruit de (opnieuw unitaire) Christelijke Volkspartij (CVP). Deze splitste zich later in een afzonderlijke Vlaamse en Franstalige partij. De Vlaamse CVP veranderde in 2001 haar naam in Christen-Democratisch en Vlaams (CD&V), een Vlaamse christendemocratische centrumpartij.

## Katholieke Vlaamse Volkspartij Limburg: dissident
Reeds in april 1929 was de Katholieke Vlaamse Volkspartij Limburg (KVVL) opgericht. Deze was ontstaan nadat de gevestigde Katholieke Partij in deze provincie bekende Vlaams-nationalisten had uitgesloten van haar kieslijsten. De statuten van de partij verschenen in het weekblad De Bilsenaar, dat een belangrijke rol speelde in het verspreiden van het Vlaams-nationalisme in Limburg. Deze dissidente lijst haalde bij de verkiezingen van 1929 meteen twee verkozenen: Simon Lindekens in de senaat en Gérard Romsée in de Kamer. In 1936 kwamen daar nog twee kamerleden en Jef Lysens als provinciaal senator bij. Dat jaar sloot de KVVL, na de Katholieke Partij de tweede partij in Limburg, zich aan bij het VNV. Romsée werd een van de leidende figuren van deze partij.

## Bekende leden
- Jos De Saeger
- Alfons Verbist
- Kamiel Vercaeren
- Albert De Vleeschauwer
- Gaston Eyskens
- Paul Willem Segers
- Auguste Raemdonck van Megrode